# Partido Socialista Galego-Esquerda Galega
El Partido Socialista Galego-Esquerda Galega (PSG-EG, Partido Socialista Gallego-Izquierda Gallega) fue un partido nacionalista gallego de izquierdas.
Se fundó en 1984 con la unión de Esquerda Galega y el Partido Socialista Galego, dirigido por Camilo Nogueira Román. En 1993 formó con sectores galleguistas centristas una nueva Unidade Galega. En las elecciones generales y autonómicas de 1993 concurrió en coalición con Esquerda Unida, la federación gallega de Izquierda Unida, formando la coalición Unidade Galega-Esquerda Unida (UG-EU, Unidad Gallega-Izquierda Unida). Tras el fracaso electoral en dichas elecciones, una parte del partido confluyó con EU formando Esquerda Unida-Esquerda Galega y la otra se integró en el Bloque Nacionalista Galego como Unidade Galega. En 1993 tenía 1.130 militantes en 67 agrupaciones locales, siendo la de Vigo la más numerosa, con 160 militantes.

## Evolución electoral
| Resultados electorales en las elecciones autonómicas | Resultados electorales en las elecciones autonómicas | Resultados electorales en las elecciones autonómicas | Resultados electorales en las elecciones autonómicas | Resultados electorales en las elecciones autonómicas | Resultados electorales en las elecciones autonómicas | Resultados electorales en las elecciones autonómicas | Resultados electorales en las elecciones autonómicas |
| Fecha                                                | Candidato                                            | Votos                                                | %                                                    | Diputados                                            | +/-                                                  | Estado                                               |                                                      |
| ---------------------------------------------------- | ---------------------------------------------------- | ---------------------------------------------------- | ---------------------------------------------------- | ---------------------------------------------------- | ---------------------------------------------------- | ---------------------------------------------------- | ---------------------------------------------------- |
| 1985                                                 | Camilo Nogueira Román                                | 71.599 (4º)                                          | 5,75                                                 | 3/71                                                 | 1a                                                   | Oposición                                            |                                                      |
| 1989                                                 | Camilo Nogueira Román                                | 50.047 (4º)                                          | 3,79                                                 | 2/75                                                 | 1                                                    | Oposición                                            |                                                      |

a Respecto al PSG y EG por separado en 1981.
- Datos: Q3296785